# Verneil-le-Chétif
 Verneil-le-Chétif  es una comuna y población de Francia, en la región de País del Loira, departamento de Sarthe, en el distrito de La Flèche y cantón de Mayet.
Está integrada en la Communauté de communes Aune et Loir .

## Demografía
| 1 112 | 1 167 | 1 173 | 1 208 | 1 294 | 1 260 | 1 291 | 1 272 | 1 207 | 1 170 | 1 110 | 1 076 | 992 | 986 | 939 | 961 | 940 | 922 | 929 | 918 | 805 | 788 | 803 | 744 | 809 | 808 | 727 | 671 | 564 | 523 | 434 | 522 | 705 |
| Para los censos de 1962 a 1999 la población legal corresponde a la población sin duplicidades (Fuente: INSEE [Consultar]) |       |       |       |       |       |       |       |       |       |       |       |     |     |     |     |     |     |     |     |     |     |     |     |     |     |     |     |     |     |     |     |     |